# 儒格紅標霰彈槍
儒格紅標（英語：Ruger Red Label）是上下相疊型雙管霰彈槍，由斯特姆，儒格公司所製。William B. Ruger想要作出美國人製的上下相疊型霰彈槍給美國的射擊者們而製出此槍。

## 歷史
儒格紅標於1977年製出，口徑為20號徑，槍管長26英吋。1979年，儒格開始販售12號徑的版本，之後又出了28號徑的版本。儒格製造此槍的動機是想要製出美國人製的上下相疊型雙管霰彈槍，為了實現這一點，並讓品質能和歐洲人手工製造的霰彈槍相比，儒格投資了昂貴的機器來作大部分的霰彈槍製造工作。

## 設計
儒格紅標有不鏽鋼製的機匣與兩根以鎚鍛造出的槍管。射擊者可以決定要由那根槍管擊發。照星是由黃銅珠作成，大部分的儒格紅標被刻了用來裝喉缩螺紋以對應各種用途。槍托和槍床是用油理、檢驗過的美洲胡桃木。
儒格紅標主要用於獵水棲鳥、陸棲鳥與陶瓷土靶射擊。

## 批評
對此槍的主要批評是其重量與木頭與金屬的接合不良。